# The Sims 3: Animali & Co.
The Sims 3: Animali & Co. è la quinta espansione per il videogioco di simulazione di vita per computer The Sims 3 pubblicata in Italia il 21 ottobre 2011 che, come i precedenti capitoli The Sims: Cuccioli, che passione! e The Sims 2: Pets, introduce gli animali nella vita dei Sims.

## Sviluppo e caratteristiche
Il 3 giugno 2011 EA confermò le voci con la pubblicazione di un trailer sul suo canale di Youtube. The Sims 3: Animali & Co. include molti nuovi animali come cavalli, gatti, cani, serpenti, unicorni, roditori, uccelli, tartarughe, lucertole e cervi. Il giocatore può creare un cane, un gatto o un cavallo nella modalità "Crea un animale", simile a quella già presente "Crea un Sim", e scegliere tra molte possibilità di personalizzazione: si può per esempio scegliere la razza di un cane o di un gatto tra più di cento diverse. Da ora è possibile attribuire tre tratti di personalità a ciascun animale e possono essere controllati come i Sim (hanno infatti le proprie capacità e richieste) e riescono a guadagnare soldi vincendo una competizione o scovando un tesoro. Possono accoppiarsi e avere cuccioli. Una famiglia può possedere fino a un massimo di sei animali; si possono usare i cavalli come mezzo di trasporto per spostarsi in città; se non ci si prende cura del proprio animale, questo viene portato via dall'assistente sociale; cani, gatti e cavalli possono imparare delle abilità, come cacciare, correre e saltare, e anche i Sim possono imparare a cavalcare. Gli unicorni hanno poteri magici come incendiare gli oggetti, teletrasportarsi, maledire o portare fortuna a un Sim.

## Quartiere
In questa espansione viene introdotto il nuovo quartiere Appaloosa Plains, un paese di campagna dotato di tabelloni pubblicitari e di una trappola per turisti alla periferia.

## Età degli animali
Cane
| Opzioni | Cucciolo | Adulto | Anziano |
| ------- | -------- | ------ | ------- |
| Corta   | 4        | 7      | 6       |
| Media   | 5        | 14     | 8       |
| Normale | 8        | 25     | 14      |
| Lunga   | 20       | 54     | 30      |
| Epica   | 75       | 268    | 150     |

Gatto
| Opzioni | Cucciolo | Adulto | Anziano |
| ------- | -------- | ------ | ------- |
| Corta   | 2        | 8      | 5       |
| Media   | 4        | 16     | 10      |
| Normale | 7        | 28     | 17      |
| Lunga   | 15       | 60     | 36      |
| Epica   | 75       | 300    | 182     |

## Tratti della personalità
I giocatori possono scegliere tre tratti di personalità per gli animali tra i molti presenti.
- Avventuroso
- Nervoso
- Aggressivo
- Incapace
- Vivace
- Pigro
- Maialino
- Agile
- Amichevole
- Genio

- Iperattivo
- Cacciatore
- Rumoroso
- Non distruttivo
- Pulito
- Calmo
- Gentile
- Veloce
- Timido
- Orgoglioso

- Testardo
- Coraggioso
- Fedele
- Indipendente
- Selvaggio
- Giocoso
- Idrofobo
- Idrofilo
- Distruttivo

I nuovi tratti per i Sim sono:
- Amante degli animali
- Odia gli animali
- Allergico al pelo
- Cinofilo
- Gattofilo
- Equestre